# کانوپولو

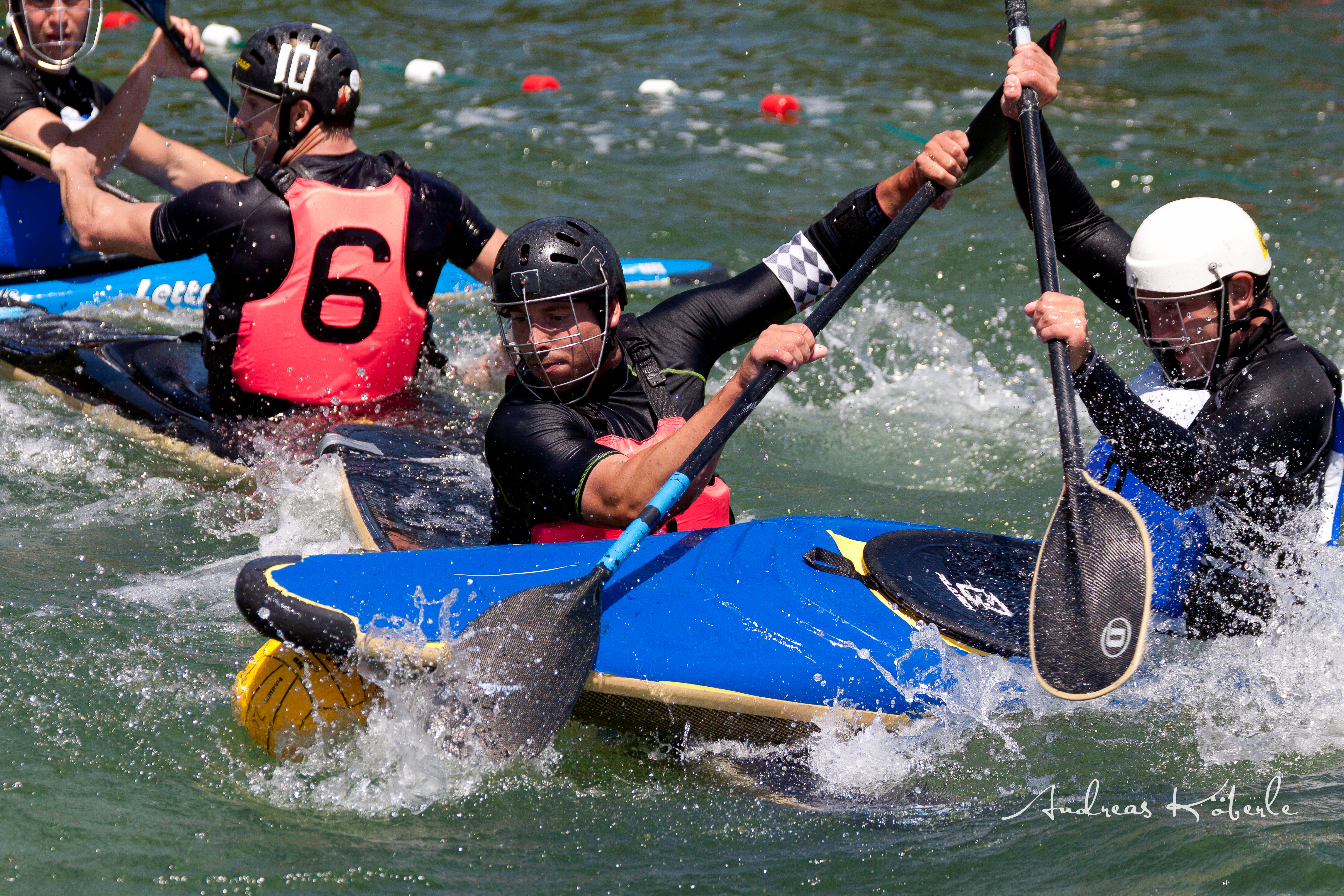
یک مسابقهٔ کانوپولو در بوندس‌لیگا، آلمان

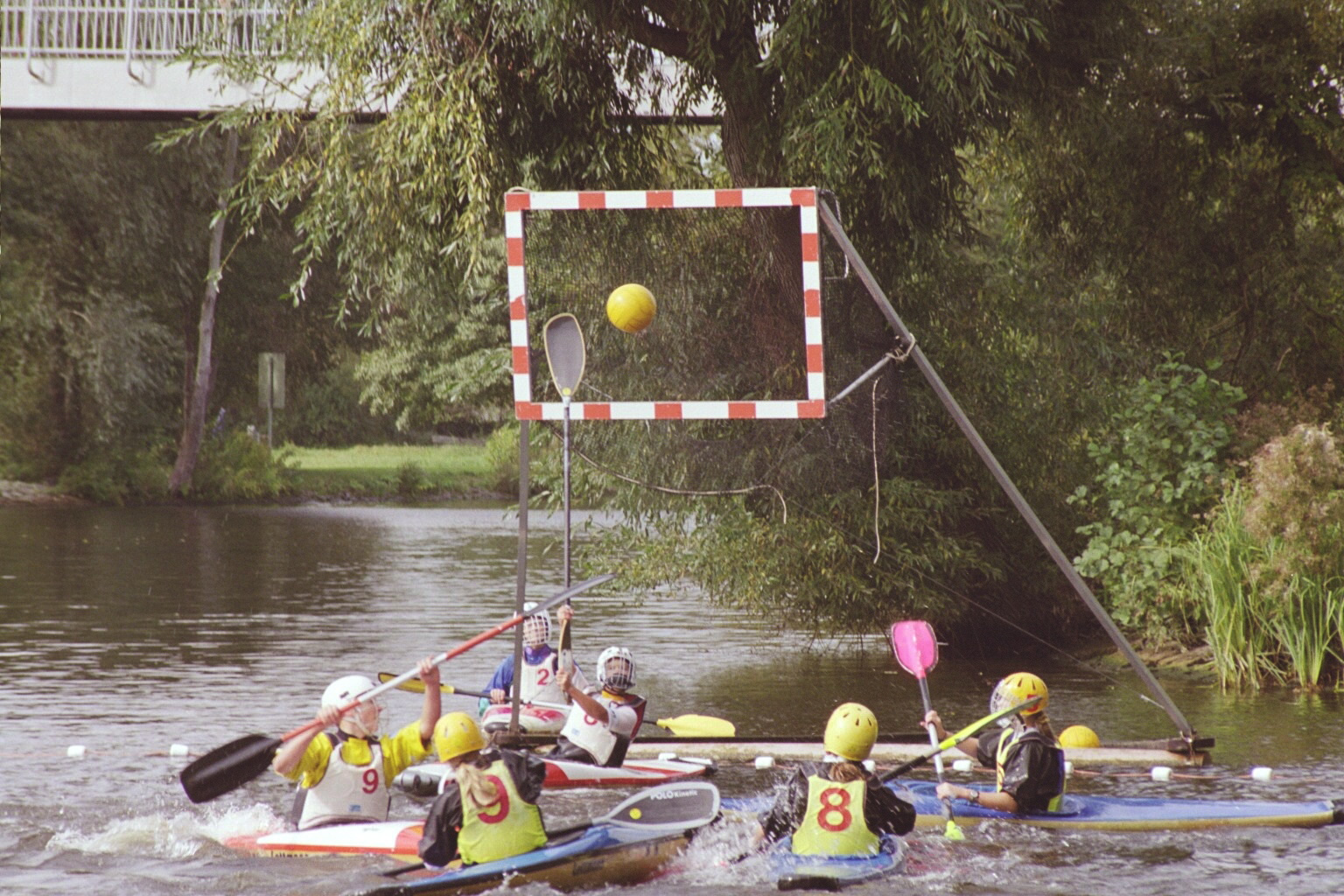
گلزنی در یک مسابقهٔ کانوپولو

کانوپولو یا کانوپُلو (به انگلیسی: canoe polo)، که در برخی کشورها کایاک‌پولو (به فرانسوی: kayak-polo) نامیده می‌شود، یکی از ورزش‌های آبی که در آن ورزشکاران در بَلَم‌های (کانوهای) کوچک و با پاروهای دوکفه حرکت می‌کنند و با همین پاروها توپ را وارد دروازه حریف می‌کنند. در فارسی به این ورزش بَلَم‌توپ هم گفته‌اند.
کانوپولو  یک ورزش تیمی با توپ است که بر روی آب و توسط دو تیم با پنج بازیکن (هریک بر روی یک قایقِ کانو انجام می‌شود. هر تیم تلاش می‌کند تا توپ را وارد دروازهٔ حریف کند. در پایان، تیمی که تعداد گل بیشتری به ثمر رسانده‌است، برنده خواهد بود. کانوپولو یکی از انواع ورزش قایقرانیِ کانو و کایاک است. این رشته در سه دورهٔ اخیرِ بازی‌های جهانی، که مخصوص مهم‌ترین ورزش‌های غیرالمپیکی است، برگزار شده‌است.

## پیشینه
این ورزش در بسیاری از نقاط دنیا از قرن‌ها پیش بازی می‌شده‌است، چه به منظور تفریح و چه به شکل مسابقه. هم‌اکنون نهاد نمایندگی‌کنندهٔ این ورزش، کمیته کانوپولوی فدراسیون بین‌المللی قایقرانی است که از سال ۱۹۹۴، هر دو سال یک بار، مسابقات جهانیِ این رشته را برگزار می‌کند. تا سال ۲۰۱۲، ده دوره مسابقات قهرمانی جهان در ورزشِ کانوپولو برگزار شده و تیم‌های استرالیا و هلند هر کدام سه بار و فرانسه و بریتانیا هر کدام دو بار در بخش مردان به قهرمانی رسیده‌اند. در بخش زنان هم آلمان و بریتانیا هر کدام چهار بار و استرالیا دو بار قهرمان کانوپولوی جهان شده‌اند. در بازی‌های جهانی نیز آلمان و فرانسه و هلند در بخش مردان هر کدام یک بار و در بخش زنان آلمان دو بار و بریتانیا یک بار به مقام قهرمانی رسیده‌اند.
کانوپولو ترکیبی از واترپلو و قایق‌رانی است، از نظر تاکتیکی به بسکتبال و واترپولو شباهت دارد. ورزشکاران این رشته باید مهارت زیادی در قایقرانی و کنترل قایق داشته و از سرعت عمل و قدرت بدنی بالایی (به ویژه دست‌ها) برخوردار باشند.

## قوانین
از توپ واترپولو برای مسابقه استفاده می‌شود و هر بازیکنی تنها تا ۵ ثانیه پس از تصاحب توپ حق مالکیت آن را دارد. دریبل زدن با انداختن توپ به سمتی دیگر و پشت سر گذاشتن بازیکن مدافع انجام می‌شود. تکل بازیکن صاحب توپ با تنه زدن به شانه‌ها و پشت او انجام می‌شود. داور برای جریمه شخصی بازیکنان خطا کار از سه کارت سبز، زرد و سرخ استفاده می‌کند. تعداد تعویض‌ها محدودیتی ندارد و اطلاع داور نیز لازم نیست، اما باید ابتدا بازیکن تعویض شده از محوطه خارج شود، سپس یار جایگزین وارد بازی شود.
محوطه بازی ۳۵ در ۲۳ متر مساحت دارد و محدوده آن معمولاً به وسیله طنابهای معلق مشخص می‌شود (مانند مسابقات شنا). هر مسابقه دو داور دارد که هر کدام یک نیمه را کنترل می‌کنند و دو خط‌نگهدار هم دروازه را زیر نظر دارند.
دروازه یک متر عرض و یک و نیم متر طول دارد و در ارتفاعِ دومتری معلق است. دروازه‌بان با نگه‌داشتن پاروی خود به شکل عمودی از دروازه دفاع می‌کند.
زمان بازی دو نیمهٔ ۱۰
دقیقه‌ای است و هر نیمه، همانند واترپلو، با قرار گرفتن همهٔ بازیکنان روبه‌روی دروازهٔ خودی و انداختن توپ به مرکز زمین توسط داور آغاز می‌شود.